# Temnora rungwe
Temnora rungwe là một loài bướm đêm thuộc họ Sphingidae. Loài này có ở Tanzania và Malawi.
Nó rất giống loài Temnora burdoni, but the antennae are slightly shorter và the forewing outer margin is more strongly excavated below the apex và above the tornus.